# Andrzej Jurczak
Andrzej Jurczak (ur. 29 stycznia 1941 w Warszawie, zm. 20 grudnia 2005 w Łodzi) – polski aktor teatralny i filmowy.

## Życiorys
W 1964 roku ukończył studia na Wydziale Aktorskim Państwowej Wyższej Szkoły Filmowej, Telewizyjnej i Teatralnej im. Leona Schillera w Łodzi, dyplom uzyskując dwa lata później. 4 listopada 1964 roku miał miejsce jego debiut teatralny. Występował na scenach następujących teatrów:
- Teatr Miejski w Bydgoszczy (1964–67)
- Teatr Ziemi Łódzkiej (1967–73)
- Teatr im. Stefana Jaracza w Łodzi (1973–78)
- Teatr Śląski (1978–79)
- Teatr im. Stefana Jaracza w Olsztynie (1979–86)
- Teatr Nowy w Łodzi (1987–91)

## Filmografia
- 1957: Zagubione uczucia − Adam Stańczak, syn Zofii
- 1959: Miejsce na ziemi − wychowanek zakładu poprawczego
- 1960: Szatan z siódmej klasy − uczeń
- 1961: Bitwa o Kozi Dwór − Rysiek, terminator u ojca „Paniczyka”
- 1961: Komedianty − student
- 1963: Przygoda noworoczna − podrywacz
- 1963: Yokmok − członek bandy
- 1964: Pięciu − syn Wali
- 1964: Zakochani są między nami − fotograf Tadek
- 1965: Lenin w Polsce − legionista w parowozowni
- 1965: Walkower − wózkarz-bokser
- 1967: Westerplatte − wartownik
- 1968: Ortalionowy dziadek − wywiadowca MO
- 1968: Stawka większa niż życie − Stefan (odc. 9)
- 1969: Dzień oczyszczenia − członek oddziału majora „Dziadka”
- 1969: Przygody pana Michała (odc. 11)
- 1970: Akcja Brutus
- 1970: Raj na ziemi − szeregowiec Korpyś
- 1970: Twarz anioła – kolporter bibuły
- 1972: Skarb trzech łotrów − cinkciarz Marek Majda
- 1973: Ciemna rzeka − Benek
- 1973: Czarne chmury − Janek Korba (odc. 3)
- 1973: Hubal
- 1973: Listy naszych czytelników − kierownik domu dziecka
- 1973: Profesor na drodze − Adamski, uczeń w Technikum dla Pracujących
- 1973: Śledztwo − sierżant Williams
- 1974: Orzeł i reszka − uciekinier – traktorzysta przesłuchiwany przez Nowaka
- 1975: Dyrektorzy − Szczygieł (odc. 4-6)
- 1975: Zawodowcy − kierowca Władzio
- 1976: Czerwone ciernie − robotnik
- 1976: Zielone - minione
- 1977: Lalka − służący Wokulskiego
- 1977: Tańczący jastrząb
- 1978: Ślad na ziemi − robotnik (odc. 1 i 2)
- 1978: Życie na gorąco − człowiek Ottona rozpoznający Annę (odc. 9)
- 1990: Pogrzeb kartofla − Mierzwa
- 1990: W piątą stronę świata − gajowy Madziak
- 1991: Pogranicze w ogniu − major Barański, odpowiedzialny za budowę makiety na poligonie pod Inowrocławiem (odc. 13)
- 1992: Psy
- 1998: Historia kina w Popielawach − chłop
- 1998: Syzyfowe prace − ojciec ucznia (odc. 2)
- 2000: Enduro Bojz − pracownik stacji benzynowej
- 2003–2011: Na Wspólnej − właściciel lampy
- 2004: Na dobre i na złe − pacjent Zygmunt Wilecki (odc. 189 i 199)
- 2005: Sprawa na dziś − handlarz (odc. 37)

## Teatr telewizji
Ma na koncie udział w kilkunastu spektaklach teatru telewizji. Wystąpił m.in. w spektaklach: „Cyganeria warszawska”, „Lepiej byłoby, gdybym się był nie żenił” czy „Dłużnicy”, w których odgrywał jedną z głównych ról.